# Arthur Blank
Arthur M. Blank (nacido el 27 de septiembre de 1942) es un empresario estadounidense, cofundador de la cadena ferretera internacional The Home Depot.
Hoy día es conocido por su filantropía y por ser propietario del equipo de fútbol americano de la National Football League (NFL) Atlanta Falcons (Halcones de Atlanta) y del equipo de fútbol soccer de la Major League Soccer (MLS) Atlanta United.

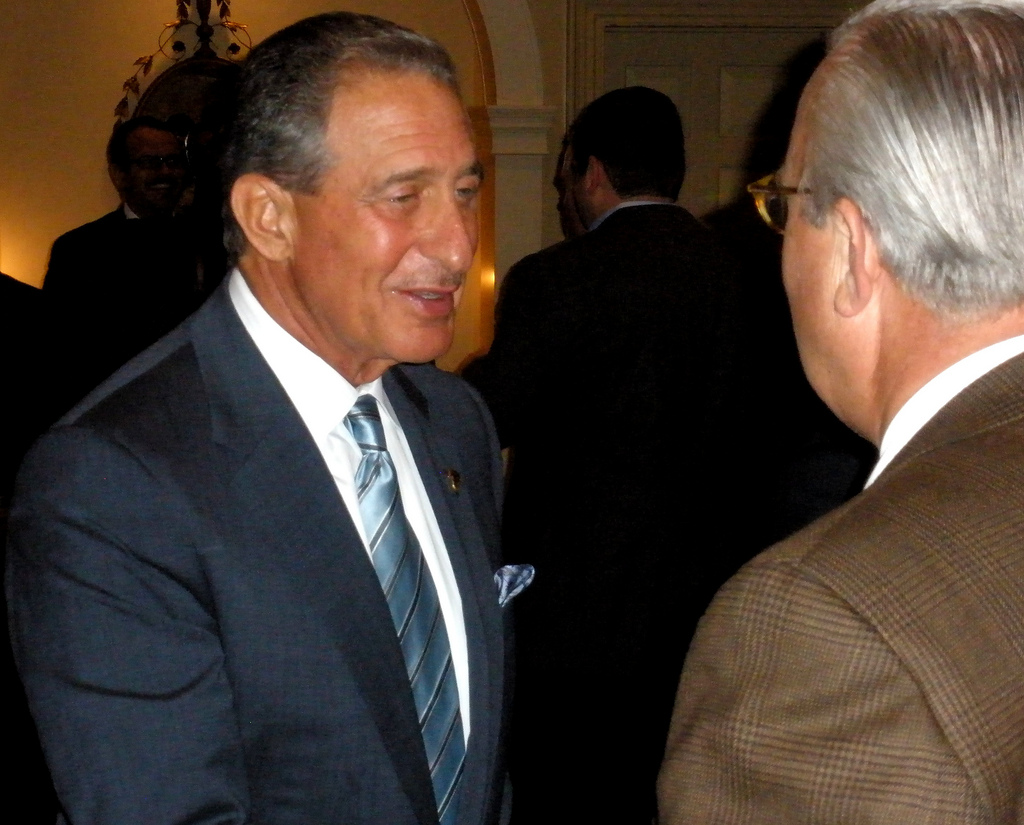
Blank en 2009.